# Арриве, Мишель
Мишель Арриве (фр. Michel Arrivé; 7 декабря 1936 года, Нёйи-сюр-Сен, О-де-Сен, Франция — 3 апреля 2017 года, Сен-Клу, Франция) — французский писатель, автор романов, новелл, рассказов, лингвист. Профессор лингвистики и семиотики университета Нантер-ля-Дефанс (1983—2006).

## Биография
Родился в обычной семье. Его отец работал инженером, а мать — учительницей. В 1940 году отец был арестован, и с этого времени мальчик воспитывался в приёмной семье.
Учился в парижском лицее Людовика Великого. В 16 лет он получил степень бакалавра. Имея незаурядные успехи в учёбе, в 21 год получил учёную степень агреже, коротает дает во Франции право преподавать в средней профессиональной школе и на гуманитарных факультетах ВУЗов.
Завершив получение образования, работал школьным учителем в городах Эврё и Понтуаз. Потом работал ассистентом в Парижском университете, преподавал лингвистику. В 1983 году получил звание профессора лингвистики и семиотики в университете Нантер-ля-Дефанс. В 2006 году ушёл на заслуженный отдых.
За свою карьеру опубликовал около двадцати книг и более трёхсот статей. Является автором научных работ, посвящённых творчеству Альфреда Жарри, Зигмунда Фрейда, Жака Лакана и Фердинанда де Соссюра.
С 1977 года известен своими рассказами, новеллами, романами.

## Личная жизнь
Женился в 19 лет, первый ребёнок появился в семье, когда Мишелю Арриве было 20 лет. 

## Избранные произведения

### Лингвистика
- Arrivé, Michel. Lire Jarry (фр.). — Brussels: Éditions Complexe. — ISBN 9782870270042.
- Arrivé, Michel. Linguistique et psychanalyse : Freud, Saussure, Hjelmslev, Lacan et les autres (фр.). — Paris: Méridiens/Klincksieck, 1986. — ISBN 9782865631605.
- Arrivé, Michel. Langage et psychanalyse, linguistique et inconscient (фр.). — Paris: Presses Universitaires de France, 1994. — ISBN 9782130464648.
- Arrivé, Michel. À la recherche de Ferdinand de Saussure (фр.). — Paris: Presses Universitaires de France. — ISBN 9782130559702.
- Arrivé, Michel. Du côté de chez Saussure (фр.). — Limoges: Lambert-Lucas. — ISBN 9782915806885.

### Рассказы
- Arrivé, Michel. L’Éphémère ou la mort comme elle va (фр.). — Paris: Méridiens Klincksieck. — ISBN 9782865632237.

### Романы
- Arrivé, Michel. Les Remembrances du vieillard idiot (фр.). — Paris: Flammarion. — ISBN 9782080640024.
- Arrivé, Michel. La Réduction de peine (фр.). — Paris: Flammarion. — ISBN 9782080641120.
- Arrivé, Michel. L’Horloge sans balancier (фр.). — Paris: Flammarion. — ISBN 9782080645821.
- Arrivé, Michel. Une très vieille petite fille (фр.). — Seyssel: Editions Champ Vallon. — ISBN 9782876734470.
- Arrivé, Michel. La Walkyrie et le professeur (фр.). — Seyssel: Editions Champ Vallon. — ISBN 9782876734685.
- Arrivé, Michel. Un bel immeuble (фр.). — Seyssel: Editions Champ Vallon. — ISBN 9782876735224.
- Arrivé, Michel. L'Homme qui achetait les rêves (фр.). — Seyssel: Editions Champ Vallon. — ISBN 9782876735606.